# Bukkholmen (Bømlo)
Ne doit pas être confondu avec Bukkholmen ou Bukkholmen (Lindås).
Bukkholmen est une île norvégienne du comté de Hordaland appartenant administrativement à Bømlo.

## Description
Rocheuse et pratiquement désertique, elle s'étend sur environ 249 m de longueur pour une largeur approximative de 222 m. 